# Гузынское сельское поселение
Гузынское сельское поселение — сельское поселение в составе Большеберезниковского района Мордовии.
Административный центр — село Гузынцы.

## Состав сельского поселения
| № | Населённый пункт | Тип населённого пункта       | Население |
| - | ---------------- | ---------------------------- | --------- |
| 1 | Гузынцы          | село, административный центр | ↘368      |
| 2 | Дегилёвка        | деревня                      | ↘368      |

## Население
| 2002 | 2010 | 2012 | 2013 | 2014 | 2015 | 2016 |
| ---- | ---- | ---- | ---- | ---- | ---- | ---- |
| 539  | ↘459 | ↘458 | ↗461 | ↗476 | ↘464 | →464 |
| 2017 | 2018 | 2019 | 2020 | 2021 |      |      |
| ↘460 | ↗465 | ↘458 | ↘438 | ↘404 |      |      |